# Bg (Unix)
bg — команда управления заданиями в Unix и Unix-подобных операционных системах, возобновляющая выполнение приостановленного процесса в фоновом режиме, возобновляющийся процесс продолжает выполняться в фоне без ввода пользователем каких-либо команд с терминала. Включение команды bg — обязательное условие для любой ОС, чтобы последняя могла считаться POSIX-совместимой.